# Goran Stolevski
Goran Stolevski (nascut el 1985) és un director de cinema i guionista australià macedoni. Va fer el seu debut com a director de llargmetratges amb la pel·lícula de 2022 You Won't Be Alone, que es va estrenar al Festival de Cinema de Sundance de 2022.
El seu segon llargmetratge, Of an Age, va ser el guanyador del premi a la millor pel·lícula al CinefestOZ el 2022
Stolevski va néixer a la República Socialista de Macedònia i va passar la seva infantesa a Tètovo. Als 12 anys , va emigrar a Austràlia amb la seva família. És obertament gai.

## Filmografia

### Curtmetratges
| Any  | Títol                   | Director | Guionista | Editor | Notes           |
| ---- | ----------------------- | -------- | --------- | ------ | --------------- |
| 2007 | Ambassador              | Sí       | Sí        | Sí     |                 |
| 2008 | Blood                   | Sí       | Sí        | Sí     |                 |
| 2008 | Picture of a Good Woman | Sí       | Sí        | Sí     |                 |
| 2012 | Frankie's Big Heart     | Sí       | No        | No     |                 |
| 2015 | Today Is Not the Day    | Sí       | Sí        | No     |                 |
| 2016 | You Deserve Everything  | Sí       | Sí        | No     | També productor |
| 2017 | Everything We Wanted    | Sí       | Sí        | No     |                 |
| 2017 | Would You Look at Her   | Sí       | Sí        | Sí     |                 |
| 2018 | My Boy Oleg             | Sí       | Sí        | No     |                 |

### Televisió
| Any  | Títol        | Notes      |
| ---- | ------------ | ---------- |
| 2018 | Nowhere Boys | 3 episodis |

### Llargmetratges
| Any  | Títol                    | Director | Guionista | Editor |
| ---- | ------------------------ | -------- | --------- | ------ |
| 2022 | You Won't Be Alone       | Sí       | Sí        | No     |
| 2022 | Of an Age                | Sí       | Sí        | Sí     |
| 2023 | Domaḱinstvo za početnici | Sí       | Sí        | Sí     |